# جرنتزانو
جرنتزانو (به ایتالیایی: Gerenzano) یک کومونه در ایتالیا است که در استان وارزه واقع شده‌است.

## خصوصیات
جرنتزانو ۹٫۸ کیلومترمربع مساحت و ۱۰٬۰۹۸ نفر جمعیت دارد و ۲۲۶ متر بالاتر از سطح دریا واقع شده‌است.